# تمنین‌التحتا
تمنین‌التحتا (به عربی: تمنین التحتا) یک منطقهٔ مسکونی در لبنان است که در شهرستان بعلبک واقع شده‌است. تمنین‌التحتا ۹۶۰ متر بالاتر از سطح دریا واقع شده‌است.